# Prima di mezzanotte
Prima di mezzanotte (Midnight Run) è un film del 1988 diretto da Martin Brest.

## Trama
L'ex poliziotto di Chicago Jack Walsh, radiato alcuni anni prima dalla polizia (con la falsa accusa di essere in combutta con il boss della droga Serrano proprio per non aver ceduto ai tentativi di corruzione di quest'ultimo), si è trasferito a Los Angeles, dove campa facendo il cacciatore di taglie. Un lunedì mattina viene chiamato da Eddy Mascone, titolare di un'agenzia che garantisce al tribunale il pagamento della cauzione per conto degli imputati in attesa di giudizio, in cambio di un compenso in denaro da parte del giudicando o di chi per lui. Uno dei suoi clienti, certo Jonathan Mardukas, detto Il Duca, accusato di riciclaggio di denaro sporco, dopo l'udienza preliminare è diventato irreperibile (Mardukas era il contabile delle attività "pulite" del boss Serrano, anche lui trasferitosi a Los Angeles, e grazie alla sua posizione, ha rubato al boss 15 milioni di dollari, gran parte dei quali distribuiti in opere di beneficenza).
Se Il Duca non si presenterà alla polizia di Los Angeles entro la mezzanotte del venerdì successivo, Eddy Mascone dovrà sborsare al Tribunale ben 450 000 dollari, il che lo porterebbe alla bancarotta. Walsh accetta l'incarico di riportare ad Eddy il fuggitivo. Però ci sono altri che vogliono Mardukas: l'FBI, il cui agente capo di Los Angeles, Alonzo Mosely, lo vuole per incastrare il boss malavitoso Serrano, e quest'ultimo, che vuole Mardukas morto sia per vendetta, che per impedirgli di parlare.
Grazie all'aiuto di un amico che lavora nella polizia di Los Angeles, Walsh riesce ad ottenere il numero della chiamata telefonica che Mardukas ha fatto il giorno dell'arresto: si tratta di un numero privato di New York. Di lì a risalire al luogo ove si nasconde il Duca è un gioco da ragazzi per Walsh, che parte per New York, piomba in casa del Duca, lo ammanetta e lo carica su un Jumbo Jet in partenza per Los Angeles, non prima di aver avvertito il committente Eddy via telefono, che però è tenuto sotto controllo dall'FBI. Fingendo di non sopportare il volo, il Duca dà in escandescenze e perciò il duo è costretto a viaggiare in treno. Dato che Walsh non si fa vivo, Eddy manda Marvin Dorfler, concorrente di Jack, a recuperare "Il Duca" promettendo anche a lui una grossa taglia (inferiore però a quella promessa a Jack). Per sfuggire a Mosley, Jack e Il Duca sono costretti a scendere dal treno e iniziano a rubare auto, chiedere prestiti e fare autostop.
In Arizona i due vengono raggiunti da Dorfler, che aggredisce Jack, poi arrestato dall'FBI, e cattura Mardukas, per "venderlo" poi a Serrano. Jack si finge in possesso di floppy disk, avuti dal Duca, contenenti informazioni compromettenti sulle attività di Serrano, riuscendo così a stringere un accordo con Mosley e minacciando Serrano di consegnarli alla polizia se non dovesse riconsegnargli Mardukas. Jack s'incontra con Serrano indossando un microfono ed è sorvegliato dall'FBI. In quel momento arriva Dorfler che, vedendo Mardukas, interrompe lo scambio, spinge Jack e disabilita inconsapevolmente il microfono, ma Jack urla che Serrano ha i dischi e così l'FBI arresta Serrano e i suoi scagnozzi. Il Duca viene affidato a Jack per riportarlo a Los Angeles entro la mezzanotte.
Tuttavia, Walsh si rende conto di non voler portare Il Duca in prigione, dove potrebbe essere ucciso dagli scagnozzi di Serrano, e così lo lascia andare dandogli un orologio che la ex moglie gli aveva regalato prima del matrimonio, mentre Mardukas gli consegna in regalo una cintura contenente 300.000 dollari, dopodiché i due si separano.

## Riconoscimenti
- 1989 - Golden Globe
  - Nomination Miglior film commedia o musicale
  - Nomination Miglior attore in un film commedia o musicale a Robert De Niro
- 1988 - National Board of Review of Motion Pictures
  - Migliori dieci film
- 1988 - Semana Internacional de Cine de Valladolid
  - Miglior attore a Charles Grodin
  - Nomination Miglior film a Martin Brest

## Sequel
Prima di mezzanotte è stato seguito nel 1994 da una trilogia di film televisivi con Christopher McDonald nel ruolo di Jack Walsh, intitolati Another Midnight Run, Midnight Runaround e Midnight Run for Your Life.